# Sky Raiders

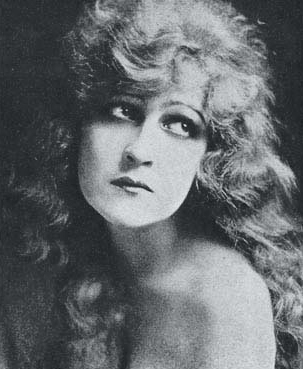
Kathryn Adams, atriz do seriado.

Sky Raiders é um seriado estadunidense de 1941, gênero aventura, dirigido por Ford Beebe e Ray Taylor, em 12 capítulos, estrelado por Donald Woods, Billy Halop e Kathryn Adams. Foi produzido e distribuído pela Universal Pictures, e veiculou nos cinemas estadunidenses a partir de 8 de abril de 1941.

## Sinopse
Capitão Dayton, proprietário dos Sky Raiders, Inc., inventou um novo tipo de avião e uma bomba. O agente nazista Felix Lynx tenta roubar essas invenções para seu país. Dayton recruta o jovem Tim Bryant, um membro da Air Youth of America, para ajudá-lo.

## Elenco
- Donald Woods … Capitão Bob Dayton / John Kane,  ás da Segunda Guerra Mundial e co-proprietário dos Sky Raiders, Inc.
- Billy Halop … Tim Bryant, membro da Air Youth of America
- Robert Armstrong … Tenente Ed Carey, co-proprietário dos Sky Raiders, Inc.
- Eduardo Ciannelli … Felix Lynx, agente Nazista
- Kathryn Adams … Mary Blake, secretária da Sky Raiders, Inc.
- Jacqueline Dalya … Innis Clair
- Jean Fenwick … Condessa Irene
- Reed Hadley … Caddens
- Irving Mitchell … R.S. Hinchfield
- Edgar Edwards … Teal
- John Holland … Hess
- Roy Gordon … Major General Fletcher
- Alex Callam … Capitão Long
- Phil Warren … Bakeman
- Bill Cody, Jr. … Jack Hurd
- William Desmond ... Murphy
- Jack Perrin (cap. 5 e 6, não-creditado)
- Lane Chandler	...	Oficial do aeroporto de Denver [Cp. 2] (não creditado)
- Kenneth Harlan	...	Blane [Cp. 2] (não creditado)
- Al Ferguson	...	Deputado de Nevada [Cp. 3] (não creditado)

### Dublês
- Dave O'Brien
- Tom Steele
- Ken Terrell

## Capítulos
1. Wings of Disaster!
2. Death Rides the Storm
3. The Toll of Treachery
4. Battle in the Clouds
5. The Fatal Blast
6. Stark Terror!
7. Flaming Doom
8. The Plunge of Peril
9. Torturing Trials
10. Flash of Fate
11. Terror of the Storm
12. Winning Warriors!

Fonte: